# Yesshows
Albums de Yes
Drama
(1980) Classic Yes
(1981)
Yesshows est le deuxième album live du groupe de rock progressif Yes, sorti le 19 décembre 1980.
Il comprend des titres enregistrés durant des concerts entre 1976 et 1978. La pièce The Gates of Delirium, qui occupe toute la face B, ainsi que Ritual de la face C incluent Patrick Moraz aux claviers, alors que ceux-ci sont tenus sur les autres titres par Rick Wakeman, après le retour de ce dernier dans le groupe dans lequel Moraz l'avait remplacé.
L'album se classe 22e au UK Albums Chart et 43e au Billboard 200.

## Titres
| 1. | Parallels         | Chris Squire               | 24 novembre 1977 – Ahoy, Rotterdam                  | 7:07 |
| 2. | Time and a Word   | Jon Anderson, David Foster | 27 octobre 1978 – Empire Pool, Londres              | 4:06 |
| 3. | Going for the One | Anderson                   | 18 novembre 1977 – Festhalle, Francfort-sur-le-Main | 5:22 |

| 1. | The Gates of Delirium | Anderson, Squire, Steve Howe, Alan White, Patrick Moraz | 17 août 1976 – Cobo Hall, Détroit | 22:40 |

| 1. | Don't Kill the Whale                    | Anderson, Squire                            | 28 octobre 1978 – Empire Pool, Londres | 4:12  |
| 2. | Ritual (Nous sommes du soleil) (Part I) | Anderson, Squire, Howe, Rick Wakeman, White | 17 août 1976 – Cobo Hall, Détroit      | 11:48 |

| 1. | Ritual (Nous sommes du soleil) (Part II) | Anderson, Squire, Howe, Wakeman, White | 17 août 1976 – Cobo Hall, Détroit  | 17:07 |
| 2. | Wonderous Stories                        | Anderson                               | 24 novembre 1977 – Ahoy, Rotterdam | 3:54  |

| 1. | I've Seen All Good People (Your Move / All Good People) | Anderson, Squire | 28 octobre 1978 – Empire Pool, Londres                              |  |
| 2. | Roundabout                                              | Anderson, Howe   | Octobre 1978 – Oakland–Alameda County Coliseum, Oakland, Californie |  |

## Musiciens
- Jon Anderson : chant, guitare, claviers (Don't Kill the Whale)
- Steve Howe : guitares, guitare pedal steel, chœurs
- Chris Squire : basse, chœurs, percussions sur Rituals
- Rick Wakeman : piano, orgue, birotron, mellotron, Minimoogs, sauf sur Gates of Delirium et Ritual (Nous Sommes Du Soleil)
- Patrick Moraz : claviers sur Gates of Delirium et Ritual (Nous Sommes Du Soleil)
- Alan White : batterie